# Handroš Tara
Handroš Tara (deutsch Andreas Thar, latinisiert Andreas Tharaeus oder Andreas Thareus; * um 1570 in Muskau; † um 1638 in Wendisch-Buchholz) war ein niedersorbischer evangelischer Pfarrer und Verfasser mehrerer Texte.

## Leben
Seit 1588 studierte Andreas Thar an der Viadrina in Frankfurt (Oder) Evangelische Theologie.
Spätestens von 1599 bis 1613 war er Pfarrer in Friedersdorf bei Storkow, spätestens seit 1617 in Wendisch-Buchholz. Seit 1628 war er offenbar einige Jahre nicht im kirchlichen Dienst und seit 1633 oder 1634 Pfarrer in Lübben.

## Schriften
Von Andreas Tharaeus sind folgende Schriften erhalten:
- Gutachten über sorbische Dialekte im Auftrag des Kurfürsten von Brandenburg an die Universität Viadrina, 1595
- Leichpredigt/ Bey dem Christlichen Leichbegängnüß/ der Edlen und Vieltugendsamen Frawen Christina/ Geborne von Bugksdorff/ Des Edlen und Ehrenvesten Anthonii von Langen/ des Jüngern Ehelichen Haußfrawen/ welche den 10. Julii eine todte Geburt zur Welt gebracht/ und den 14. Julii auch selbst … entschlaffen/ Unnd hernach den 16. Julii zu Friedersdorff in der Kirchen begraben/ im Jahr 1599 nach Christi Geburt / Gethan durch Andream Thareum Muscoviensem Pfarherrn zu Friedersdorff. Voltz, Franckfurt an der Oder 1601 (Digitalisat)
- Eine erbermliche Klage der lieben Fraw Gerste, vnd ihres Brudern Herrn Flachs, die sie gehalten haben, auf einem Stück Acker für Friederstdorff im Amte Storkow gelegen, wie offt und vielmehr sie beyde durch Menschen Hende gezogen und sehr vbel tractirt werden, ehe sie von ihnen können gebraucht werden. 1609 (Originaldruck nicht erhalten); auch in: Caspar Dornau: Amphitheatrum Sapientiae Socraticae Joco-Seriae. Aubrii & Schleichius, Hanoviae 1619, S. 222–232. Andreas Tharaeus (Autor), Johannes Bolte (Hrsg.): Klage der Gerste und des Flachses. In: Schriften des Vereins für die Geschichte Berlins, Band 33, 1897, S. 35–68; urn:nbn:de:kobv:109-opus-139787;
- Enchiridion Vandalicum. Voltz, Franckfurt an der Oder 1610 (Kleiner Katechismus von Martin Luther, Psalmen und Gebete in niedersorbischer Sprache; das letzte erhaltene Exemplar wurde im Zweiten Weltkrieg vernichtet; Digitalisat einer Abschrift von Hermann Lotze; Andreas Tharaeus (Autor), Heinz Schuster-Šewc (Hrsg.): Enchiridion Vandalicum. Ein niedersorbisches Sprachdenkmal aus dem Jahre 1610. Domowina-Verlag, Bautzen 1990, ISBN 3-7420-0500-6)
- Miles Christianus Armatus Et Coronatus. Das ist/ Christlicher gewapneter und gekrönter Ritter. Bey Christlichem Leichbegängnis/ Der … Frawen Evae/ gebornen Freyen von Schönburg/ des … Herrn Alberti Schencken/ Herrn von Landsberg … nachgelassenen Witwen/ welche den 8. Tag Septembris des 1617. Jahres … eingeschlaffen/ und hernach den 22. Octobris … zum Leitten … ist beygesetzt worden/ aus der 2. Tim. 4. erkleret und abgehandelt / Durch Andream Tharaeum Muscoviensem, Pfarrern zu Bucholtz. Ball, Wittenberg 1618 (Digitalisat)
- Weiber Spiegel. Das ist/ Eine lustige Comoedia von 7. Personen/ den Ehelichen Haußstand betrefende. Fritzsche, Erffurt 1628